# Gospa od Milosti
Gospa od Milosti (kyrill. Госпа од Милости) ist die westlichste der drei Inseln des Krtoljski-Archipels in der Bucht von Kotor in Montenegro. Sie liegt etwa 600 Meter nördlich der Küste der Luštica-Halbinsel und 300 westlich der Nachbarinsel Sveti Marko. Die Länge der Insel beträgt etwa 160 Meter bei einer Breite von etwa 60 Metern.
Während auf der Nord- und Westseite das Meer nur eine Tiefe von weniger als einem Meter aufweist, kann die Südseite auch von größeren Booten befahren werden.
Auf der Insel befindet sich eine Kirche, zur Heiligen Jungfrau Maria. Auf der Südseite der Kirche schließen sich klösterliche Wohngebäude an. Beide Komplexe wurden in der zweiten Hälfte des 15. Jahrhunderts errichtet. Bis etwa 1800 wurde das Kloster von Benediktiner-Mönchen bewohnt. Danach bestimmte vor allem der Bischof von Kotor die weitere Entwicklung. So wurde um 1900 das Langhaus der Kirche um einen Glockenturm ergänzt. Zusammen mit dem Kloster umrahmen sie einen etwa 400 Quadratmeter großen Innenhof mit Kreuzgang. Der westliche Teil der Insel besteht maßgeblich aus einer weitläufigen Gartenanlage, die zum Meer hin von größeren Steinmauern begrenzt wird.